# Manuel Menéndez (obispo)

Manuel Menéndez (Buenos Aires, 24 de enero de 1915 - San Martín, 15 de diciembre de 1999) fue un sacerdote y obispo argentino que en su último cargo se desempeñó como primer Obispo de San Martín.

## Biografía
Nació en Buenos Aires el 24 de enero de 1915. Ingresó en 1928 al Seminario Arquidiocesano. 
Fue ordenado sacerdote el 17 de diciembre de 1939. Cumplió tareas en la Basílica Nuestra Señora del Pilar y la Basílica de la Merced. 
Fue el primer párroco del Patrocinio de San José. Fundó el Club Infantil Nuestra Señora de Luján, y fue capellán del Colegio Santa Unión y asesor nacional de Acción Católica Argentina. 

### Episcopado
El 25 de octubre de 1956, el papa Pío XII lo nombró Obispo Titular de Diospoli Superior y Obispo Auxiliar de Buenos Aires. Recibió la consagración episcopal de manos de Mons. Fermín Lafitte el 16 de diciembre de 1956. 
El 12 de junio de 1961, el papa Juan XXIII lo nombró primer Obispo de San Martín. Tomó posesión el 1 de octubre de 1961. Su lema episcopal fue: "Me envió a evangelizar a los pobres". 
Durante su mandato se dedicó a promover las vocaciones, fomentar la ayuda a los más necesitados, y al fomento de los medios de comunicación, la participación laical y la creación de nuevas parroquias.[cita requerida]
Entre sus obras, fundó el periódico Mundo Mejor, la Escuela de Ministerios, cinco nuevas parroquias, un microprograma en Radio Rivadavia dedicado a los más necesitados, etc.

### Retiro y fallecimiento
Luego de 30 años de ministerio pastoral, presentó su renuncia por edad, la cual fue aceptada el 16 de julio de 1991. Fue sucedido por Luis Héctor Villalba.
Tras su retiro, fue capellán del Santuario Eucarístico Diocesano de Villa Ballester, que él creó en 1979.
Falleció el 15 de diciembre de 1999, a los 84 años de edad. Sus restos descansan en el Santuario Eucarístico.
- Datos: Q5993758